# 人工酶

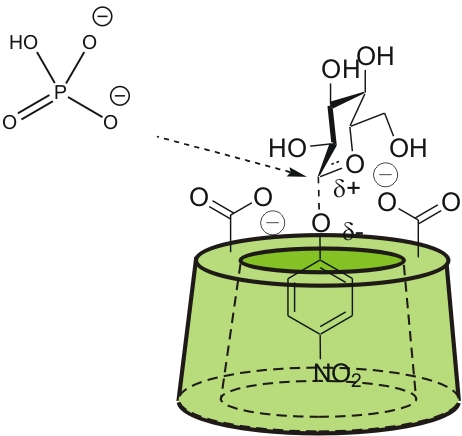
人工磷酸化酶的催化简图

人工酶是指人工合成的具有酶活性位点的有机分子。
酶能够以高度的专一性和催化效率对化学反应进行催化，而酶的催化活性位点只是酶这样的大分子中的很小一部分。因此，可以通过人工合成小分子，包括结合底物的基团和进行催化的功能性基团，来模拟酶的活性位点。由于需要结合分子，因此人工酶是在宿主分子，如环糊精、冠醚、杯芳烃等环状分子的基础上进行设计的。
许多催化不同反应的人工酶已经被报道提高反应速率的倍数可达103；然而，其催化效率依然远低于天然的酶（通常可以提高反应速率至106倍）。人工酶研究领域中的开拓者是化学家Ronald Breslow。
纳米酶是具有酶类催化活性的功能纳米材料。作为新兴的人工模拟酶，纳米酶已被广泛探索用于各种应用，如生物传感、生物成像、肿瘤诊断和治疗、抗生物污垢。
1. ↑  https://doi.org/10.1039%2Fc3cs35486e. 缺少或|title=为空 (帮助); 外部链接存在于|website= (帮助)
2. ↑  https://doi.org/10.1039%2Fc8cs00457a. 缺少或|title=为空 (帮助); 外部链接存在于|website= (帮助)